# Рувен Штрауб
Рувен Штрауб (Дармштат, 8. децембар 1993) немачки је пливач који се бави пливањем маратонских трка у базенима (800 и 1500 метара) и на отвореним водама (на 5 и 10 километара). 

## Спортска каријера
Прво велико такмичење на коме је учествовао је било светско првенство у Казању 2015, где је остварио пласман на 14. место у квалификацијама трке на 1500 метара слободно. Пар месеци касније, на првенству Немачке у малим базенима које је одржано у Вуперталу, Штрауб је освојио златну медаљу у трци на 1500 слободно. 
Учествовао је и на европским првенствима у Лондону 2016. и Глазгову 2018, односно на светским првенствима у Будимпешти 2017 (28. место на 5 километара) и Квангџуу 2019 (17. место у квалификацијама трке на 1500 слободно). 